# 87ste Oscaruitreiking
De 87ste Oscaruitreiking, waarbij prijzen werden uitgereikt aan de beste prestaties in films uit 2014, vond plaats op 22 februari 2015 in het Dolby Theatre in Hollywood. De ceremonie werd gepresenteerd door Neil Patrick Harris. De genomineerden werden op 15 januari bekendgemaakt door regisseurs J.J. Abrams en Alfonso Cuarón, acteur Chris Pine en de voorzitter van de Academy, Cheryl Boone Isaacs, in het Samuel Goldwyn Theater te Beverly Hills.

## Winnaars en genomineerden

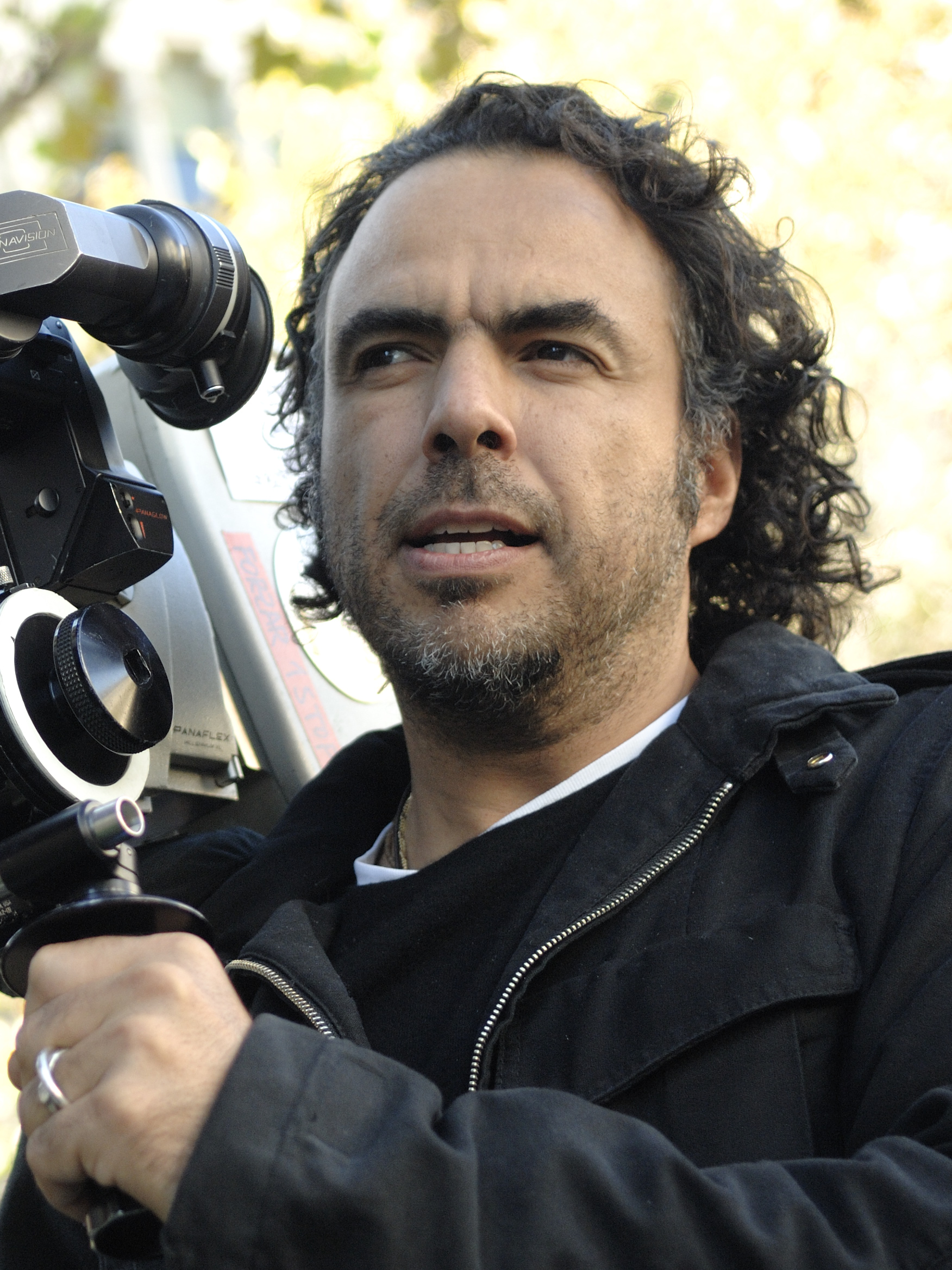
Alejandro González Iñárritu, beste film, beste regisseur, beste originele scenario

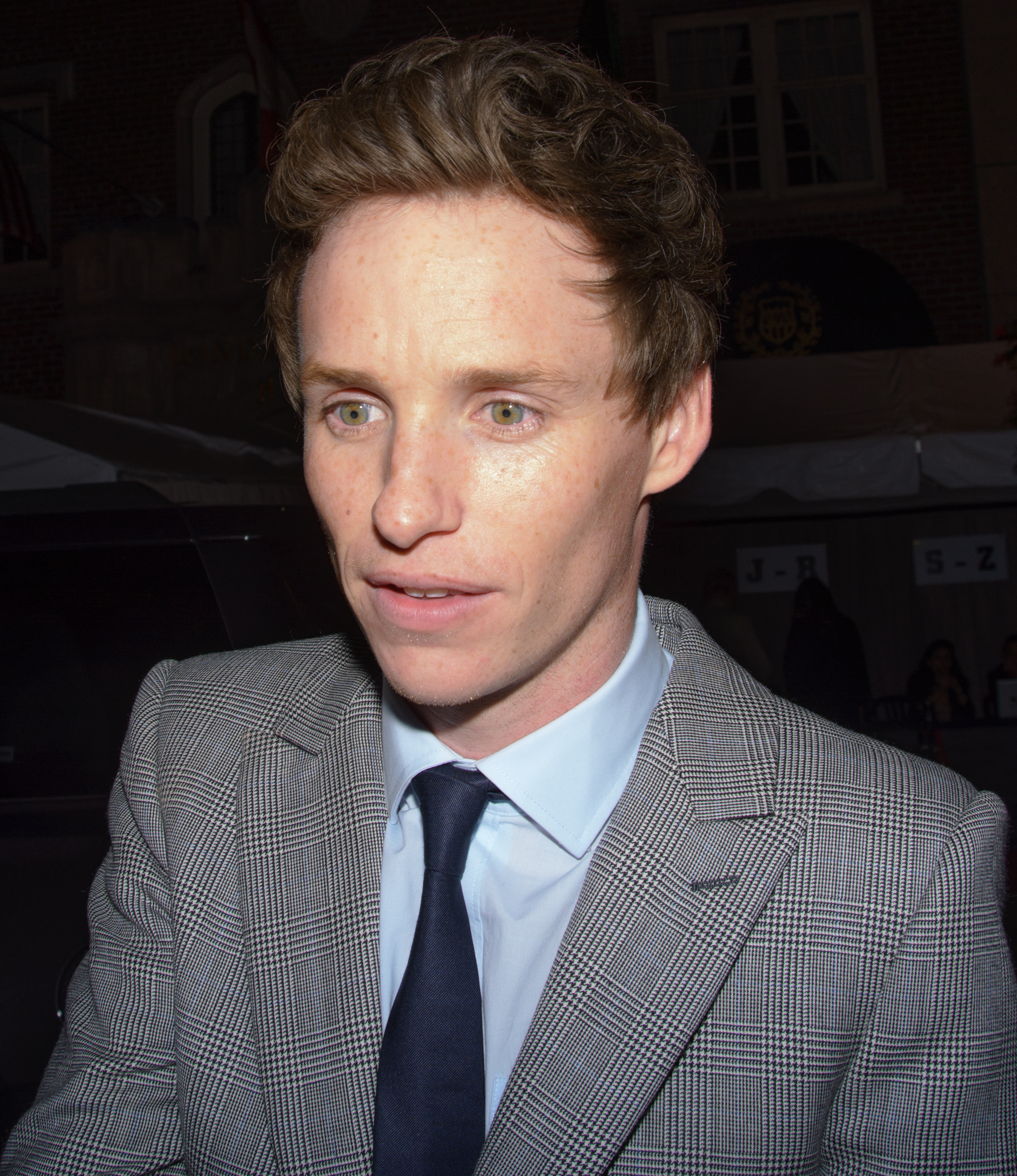
Eddie Redmayne, beste mannelijke hoofdrol

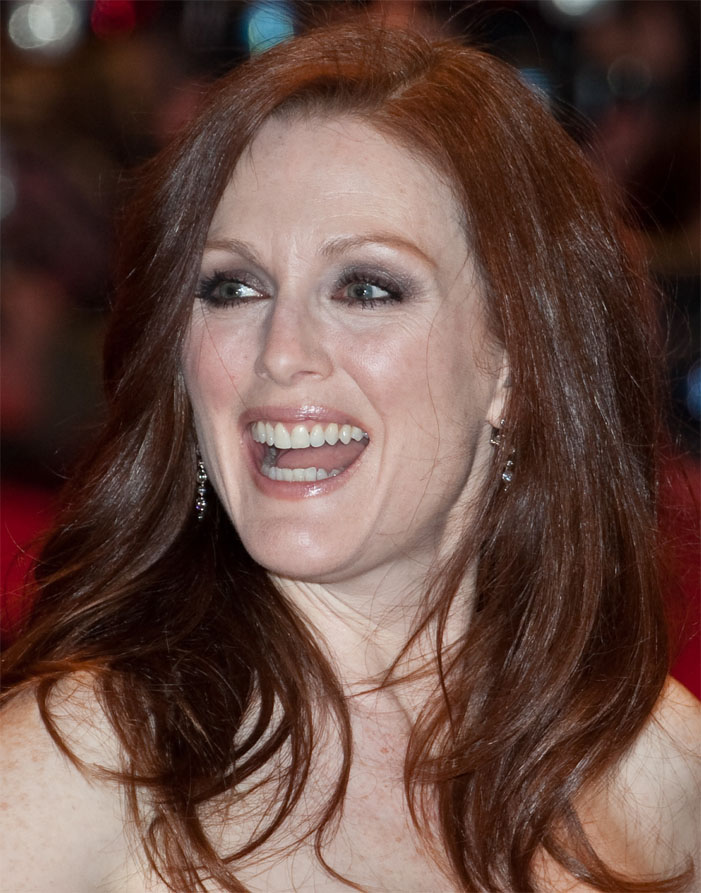
Julianne Moore, beste vrouwelijke hoofdrol

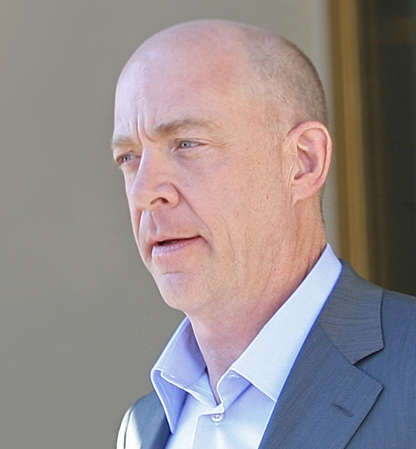
J.K. Simmons, beste mannelijke bijrol

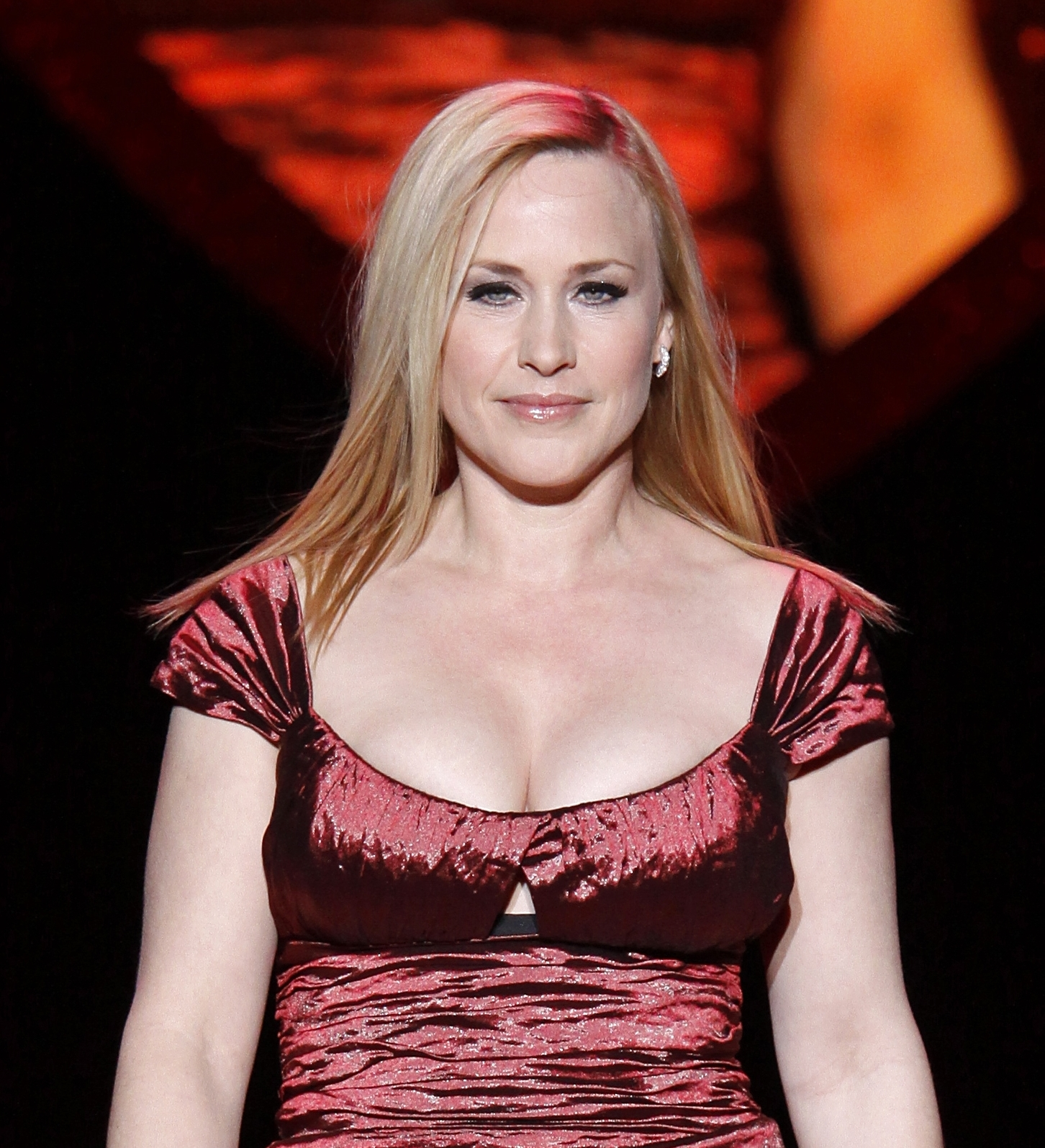
Patricia Arquette, beste vrouwelijke bijrol

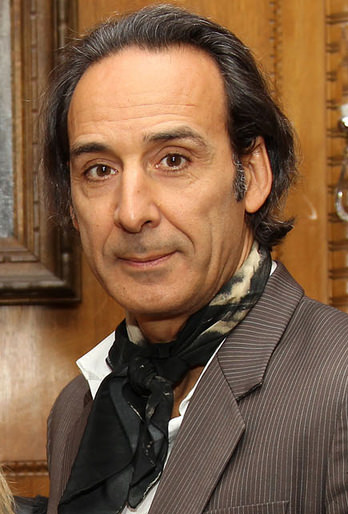
Alexandre Desplat, beste originele muziek

De winnaars staan bovenaan in vet lettertype.

#### Beste film
- Birdman or (The Unexpected Virtue of Ignorance)
  - American Sniper
  - Boyhood
  - The Grand Budapest Hotel
  - The Imitation Game
  - Selma
  - The Theory of Everything
  - Whiplash

#### Beste regisseur
- Alejandro G. Iñárritu - Birdman or (The Unexpected Virtue of Ignorance)
  - Wes Anderson - The Grand Budapest Hotel
  - Richard Linklater - Boyhood
  - Bennett Miller - Foxcatcher
  - Morten Tyldum - The Imitation Game

#### Beste mannelijke hoofdrol
- Eddie Redmayne - The Theory of Everything
  - Steve Carell - Foxcatcher
  - Bradley Cooper - American Sniper
  - Benedict Cumberbatch - The Imitation Game
  - Michael Keaton - Birdman or (The Unexpected Virtue of Ignorance)

#### Beste vrouwelijke hoofdrol
- Julianne Moore - Still Alice
  - Marion Cotillard - Two Days, One Night
  - Felicity Jones - The Theory of Everything
  - Rosamund Pike - Gone Girl
  - Reese Witherspoon - Wild

#### Beste mannelijke bijrol
- J.K. Simmons - Whiplash
  - Robert Duvall - The Judge
  - Ethan Hawke - Boyhood
  - Edward Norton - Birdman or (The Unexpected Virtue of Ignorance)
  - Mark Ruffalo - Foxcatcher

#### Beste vrouwelijke bijrol
- Patricia Arquette - Boyhood
  - Laura Dern - Wild
  - Keira Knightley - The Imitation Game
  - Emma Stone - Birdman or (The Unexpected Virtue of Ignorance)
  - Meryl Streep - Into the Woods

#### Beste originele scenario
- Birdman or (The Unexpected Virtue of Ignorance) - Alejandro G. Iñárritu, Nicolás Giacobone, Alexander Dinelaris jr. en Armando Bo
  - Boyhood - Richard Linklater
  - Foxcatcher - E. Max Frye en Dan Futterman
  - The Grand Budapest Hotel - Wes Anderson en Hugo Guinness
  - Nightcrawler - Dan Gilroy

#### Beste bewerkte scenario
- The Imitation Game - Graham Moore
  - American Sniper - Jason Hall
  - Inherent Vice - Paul Thomas Anderson
  - The Theory of Everything - Anthony McCarten
  - Whiplash - Damien Chazelle

#### Beste niet-Engelstalige film
- Ida - Polen
  - Leviathan - Rusland
  - Tangerines - Estland
  - Timbuktu - Mauritanië
  - Wild Tales - Argentinië

#### Beste animatiefilm
- Big Hero 6 - Don Hall, Chris Williams en Roy Conli
  - The Boxtrolls - Anthony Stacchi, Graham Annable en Travis Knight
  - How to Train Your Dragon 2 - Dean DeBlois en Bonnie Arnold
  - Song of the Sea - Tomm Moore en Paul Young
  - The Tale of the Princess Kaguya - Isao Takahata en Yoshiaki Nishimura

#### Beste documentaire
- Citizenfour - Laura Poitras, Mathilde Bonnefoy en Dirk Wilutzky
  - Finding Vivian Maier - John Maloof en Charlie Siskel
  - Last Days in Vietnam - Rory Kennedy en Keven McAlester
  - The Salt of the Earth - Wim Wenders, Juliano Ribeiro Salgado en David Rosier
  - Virunga - Orlando von Einsiedel en Joanna Natasegara

#### Beste camerawerk
- Birdman or (The Unexpected Virtue of Ignorance) - Emmanuel Lubezki
  - The Grand Budapest Hotel - Robert Yeoman
  - Ida - Łukasz Żal en Ryszard Lenczewski
  - Mr. Turner - Dick Pope
  - Unbroken - Roger Deakins

#### Beste montage
- Whiplash - Tom Cross
  - American Sniper - Joel Cox en Gary D. Roach
  - Boyhood - Sandra Adair
  - The Grand Budapest Hotel - Barney Pilling
  - The Imitation Game - William Goldenberg

#### Beste productieontwerp
- The Grand Budapest Hotel - Adam Stockhausen en Anna Pinnock
  - The Imitation Game - Maria Djurkovic en Tatiana Macdonald
  - Interstellar - Nathan Crowley en Gary Fettis
  - Into the Woods - Dennis Gassner en Anna Pinnock
  - Mr. Turner - Suzie Davies en Charlotte Watts

#### Beste originele muziek
- The Grand Budapest Hotel - Alexandre Desplat
  - The Imitation Game - Alexandre Desplat
  - Interstellar - Hans Zimmer
  - Mr. Turner - Gary Yershon
  - The Theory of Everything - Jóhann Jóhannsson

#### Beste originele nummer
- "Glory" uit Selma - Muziek en tekst: John Stephens en Lonnie Lynn
  - "Everything Is Awesome" uit The Lego Movie - Muziek en tekst: Shawn Patterson
  - "Grateful" uit Beyond the Lights - Muziek en tekst: Diane Warren
  - "I'm Not Gonna Miss You" uit Glen Campbell: I'll Be Me - Muziek en tekst: Glen Campbell en Julian Raymond
  - "Lost Stars" uit Begin Again - Muziek en tekst: Gregg Alexander en Danielle Brisebois

#### Beste geluidsmixing
- Whiplash - Craig Mann, Ben Wilkins en Thomas Curley
  - American Sniper - John Reitz, Gregg Rudloff en Walt Martin
  - Birdman or (The Unexpected Virtue of Ignorance) - Jon Taylor, Frank A. Montaño en Thomas Varga
  - Interstellar - Gary A. Rizzo, Gregg Landaker en Mark Weingarten
  - Unbroken - Jon Taylor, Frank A. Montaño en David Lee

#### Beste geluidsbewerking
- American Sniper - Alan Robert Murray en Bub Asman
  - Birdman or (The Unexpected Virtue of Ignorance) - Martín Hernández en Aaron Glascock
  - The Hobbit: The Battle of the Five Armies - Brent Burge en Jason Canovas
  - Interstellar - Richard King
  - Unbroken - Becky Sullivan en Andrew DeCristofaro

#### Beste visuele effecten
- Interstellar - Paul Franklin, Andrew Lockley, Ian Hunter en Scott Fisher
  - Captain America: The Winter Soldier - Dan DeLeeuw, Russell Earl, Bryan Grill en Dan Sudick
  - Dawn of the Planet of the Apes - Joe Letteri, Dan Lemmon, Daniel Barrett en Erik Winquist
  - Guardians of the Galaxy - Stephane Ceretti, Nicolas Aithadi, Jonathan Fawkner en Paul Corbould
  - X-Men: Days of Future Past - Richard Stammers, Lou Pecora, Tim Crosbie en Cameron Waldbauer

#### Beste kostuumontwerp
- The Grand Budapest Hotel - Milena Canonero
  - Inherent Vice - Mark Bridges
  - Into the Woods - Colleen Atwood
  - Maleficent - Anna B. Sheppard
  - Mr. Turner - Jacqueline Durran

#### Beste grime en haarstijl
- The Grand Budapest Hotel - Frances Hannon en Mark Coulier
  - Foxcatcher - Bill Corso en Dennis Liddiard
  - Guardians of the Galaxy - Elizabeth Yianni-Georgiou en David White

#### Beste korte film
- The Phone Call - Mat Kirkby en James Lucas
  - Aya - Oded Binnun en Mihal Brezis
  - Boogaloo and Graham - Michael Lonnox en Ronan Blaney
  - Butter Lamp (La Lampe au Beurre de Yak) - Hu Wei en Julien Féret
  - Parvaneh - Talkhon Hamzavi en Stefan Eichenberger

#### Beste korte animatiefilm
- Feast - Patrick Osborne en Kristina Reed
  - The Bigger Picture - Daisy Jacobs en Christopher Hees
  - The Dam Keeper - Robert Kondo en Dice Tsutsumi
  - Me and My Moulton - Torill Kove
  - A Single Life - Joris Oprins

#### Beste korte documentaire
- Crisis Hotline: Veterans Press 1 - Ellen Goosenberg Kent en Dana Perry
  - Joanna - Aneta Kopacz
  - Our Curse - Tomasz Śliwiński en Maciej Ślesiki
  - The Reaper (La Parka) - Gabriel Serra Arguello
  - White Earth - J. Christian Jensen

## Films met meerdere nominaties
De volgende films ontvingen meerdere nominaties:
| Nominaties | Film                                            | Awards |
| ---------- | ----------------------------------------------- | ------ |
| 9          | Birdman or (The Unexpected Virtue of Ignorance) | 4      |
| 9          | The Grand Budapest Hotel                        | 4      |
| 8          | The Imitation Game                              | 1      |
| 6          | American Sniper                                 | 1      |
| 6          | Boyhood                                         | 1      |
| 5          | Foxcatcher                                      |        |
| 5          | Interstellar                                    | 1      |
| 5          | The Theory of Everything                        | 1      |
| 5          | Whiplash                                        | 3      |
| 4          | Mr. Turner                                      |        |
| 3          | Into the Woods                                  |        |
| 3          | Unbroken                                        |        |
| 2          | Guardians of the Galaxy                         |        |
| 2          | Ida                                             | 1      |
| 2          | Inherent Vice                                   |        |
| 2          | Selma                                           | 1      |
| 2          | Wild                                            |        |